# Bujanov
Obec Bujanov (německy Angern) se nachází v okrese Český Krumlov, kraj Jihočeský. Žije zde 617 obyvatel.

## Historie
Nejstarším osídlením dnešní obce Bujanov byla osada Svinihlavy. První písemná zmínka o obci pochází z roku 1347, kdy je zmiňována jako Dacz den Angreren. Dalšími variantami názvu jsou Angrer (cca 1400), Bugianow (1461), Angrarn (1530) a Ongern (1720). V roce 1921 zde žilo 136 obyvatel, z toho 1 Čech a 135 Němců. V letech 1938 až 1945 byla ves v důsledku uzavření Mnichovské dohody přičleněna k nacistickému Německu. Bujanov je samostatnou obcí od roku 1961, předtím byl osadou tehdejší obce Suchdol.

### Železnice
V roce 1827 byl zahájen provoz koněspřežné dráhy České Budějovice - Linec (zpočátku jen v úseku České Budějovice – Leopoldschlag), vedené přes území dnešní obce Bujanov. V roce 1873 byla dokončena přestavba tratě na parostrojní provoz. Dnes je tato trať elektrifikovaná.

## Pamětihodnosti
- Železniční stanice koněspřežné dráhy[8]
- Muzeum koněspřežné dráhy v Bujanově[9]
- zřícenina hradu Louzek[10]
- Brzdový kámen u Nažidel[11]
- úsek koněspřežné dráhy[12]
- Boží muka Svinihlavy, u vesnice

## Ochranné pásmo
Ochranné pásmo národní kulturní památky – českého úseku bývalé koněspřežní železnice z Českých Budějovic do Lince

## Události
V obci se každoročně konají Koláčové slavnosti, které svým názvem odkazují na tradici spojenou s Koněspřežnou dráhou České Budějovice - Linec. V obci se nacházela přepřažní stanice a cestujícím byly během čekání nabízeny koláče.

## Části obce
- Bujanov
- Skoronice
- Suchdol
- Zdíky

Mezi osadou Suchdol a osadami Skoronice a Zdíky se nachází v katastrálním území Suchdol u Bujanova u silnice I/3 osada Nažidla, která je známá nehodou autobusu 8. března 2003.
Součástí obce je samota Ješkov, která byla v letech 1869 až 1929 osadou obce Omlenice a v letech 1930 až 1950 osadou bývalé obce Zdíky.

## Galerie

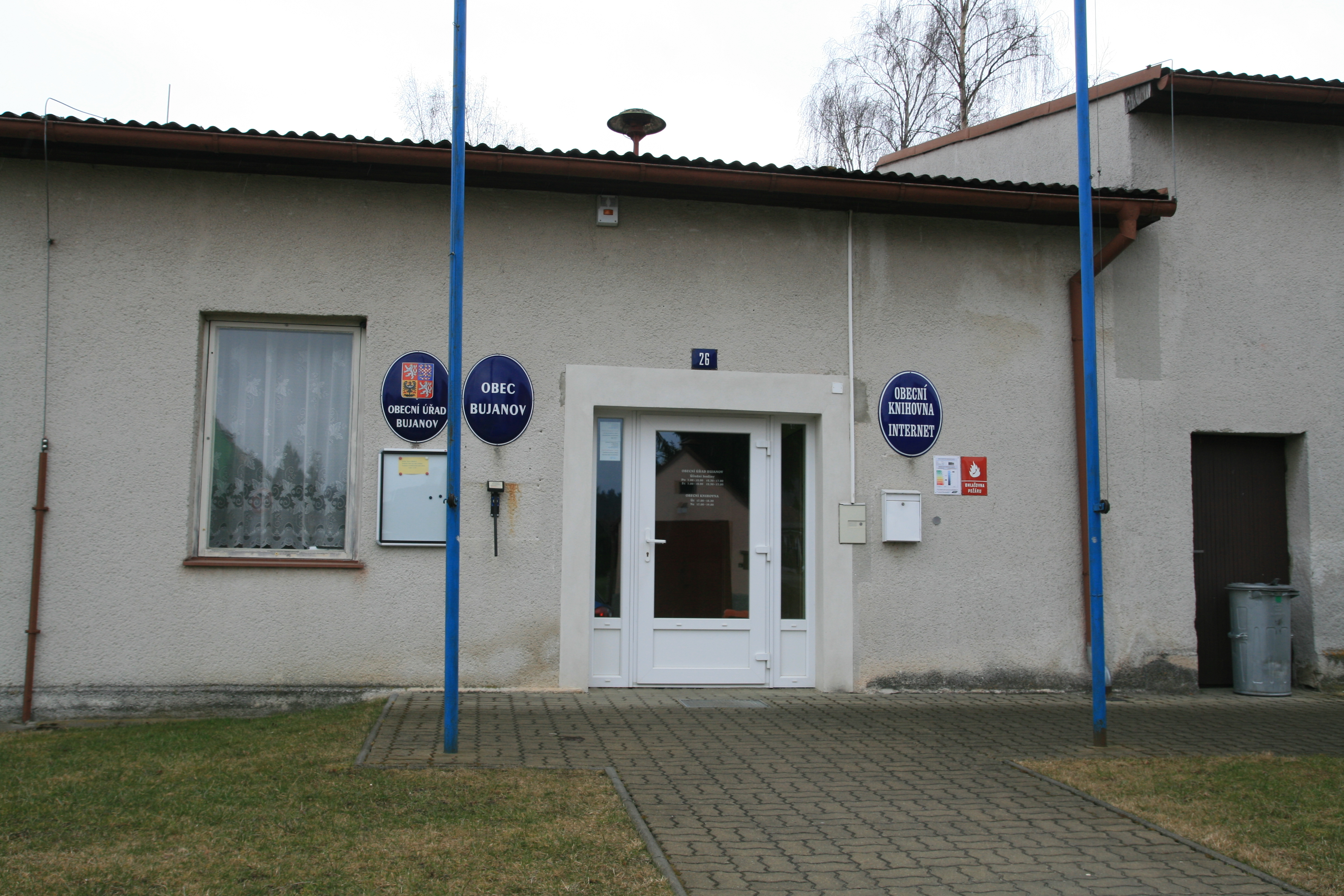
Obecní úřad a knihovna
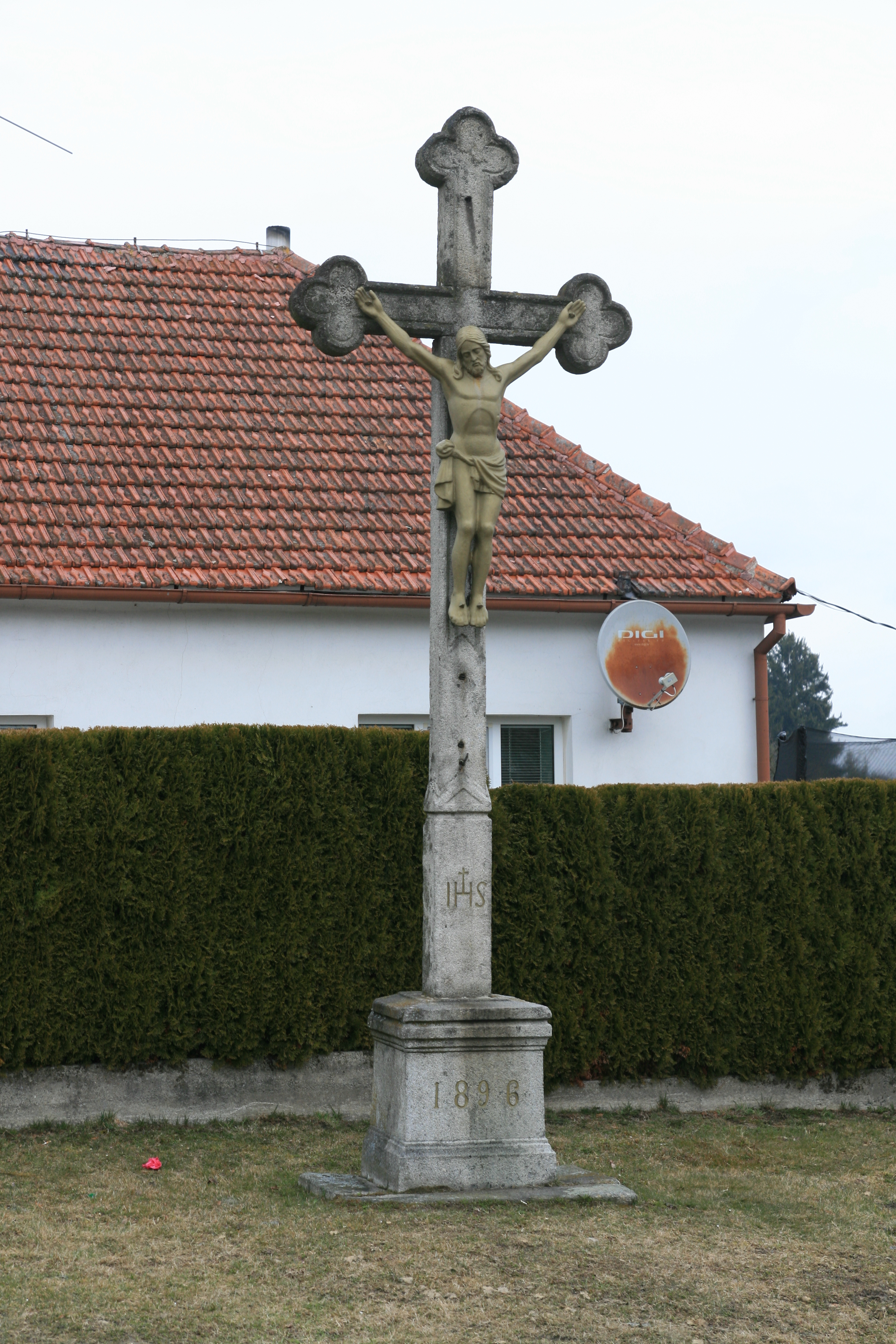
Kříž na návsi
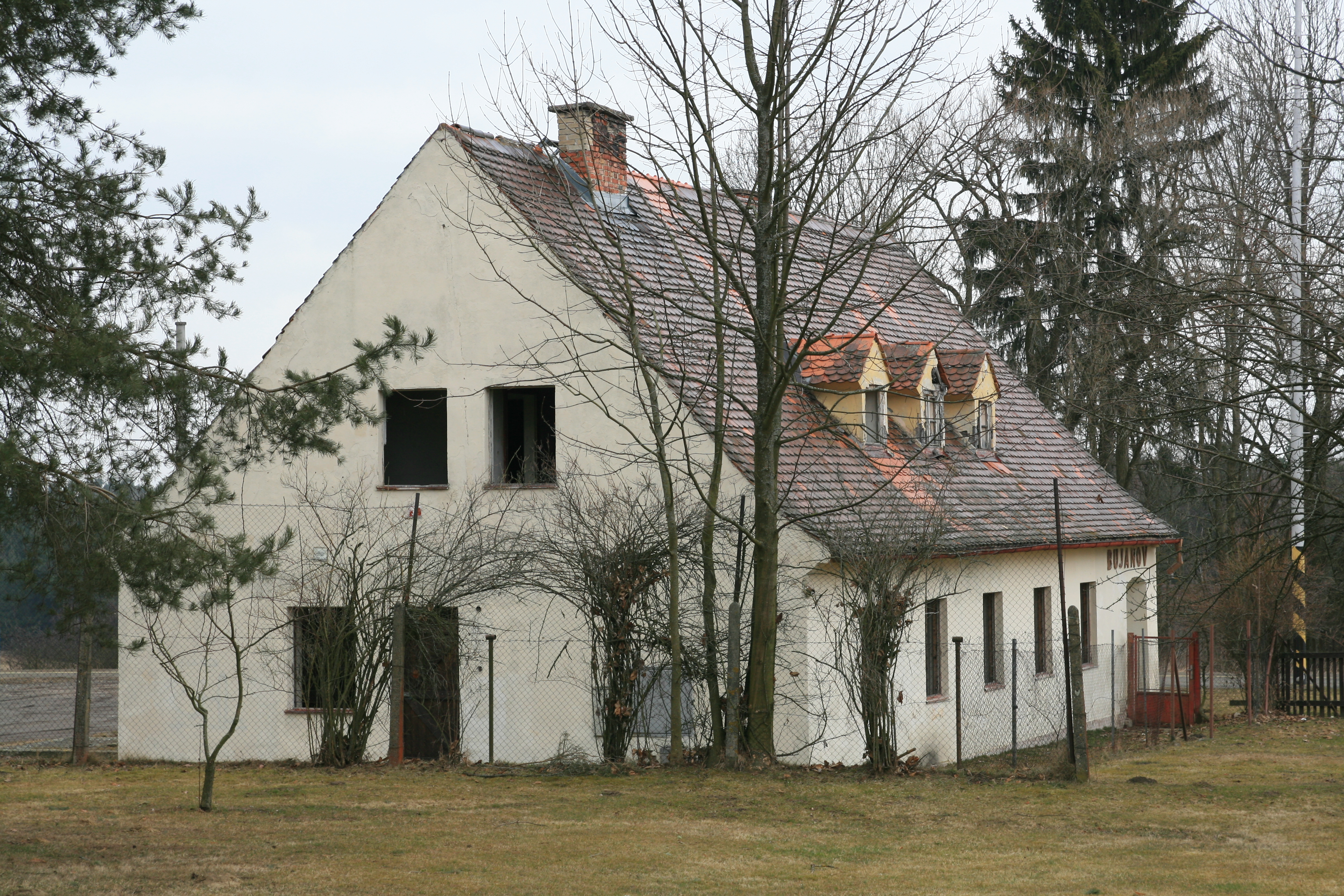
Železniční zastávka
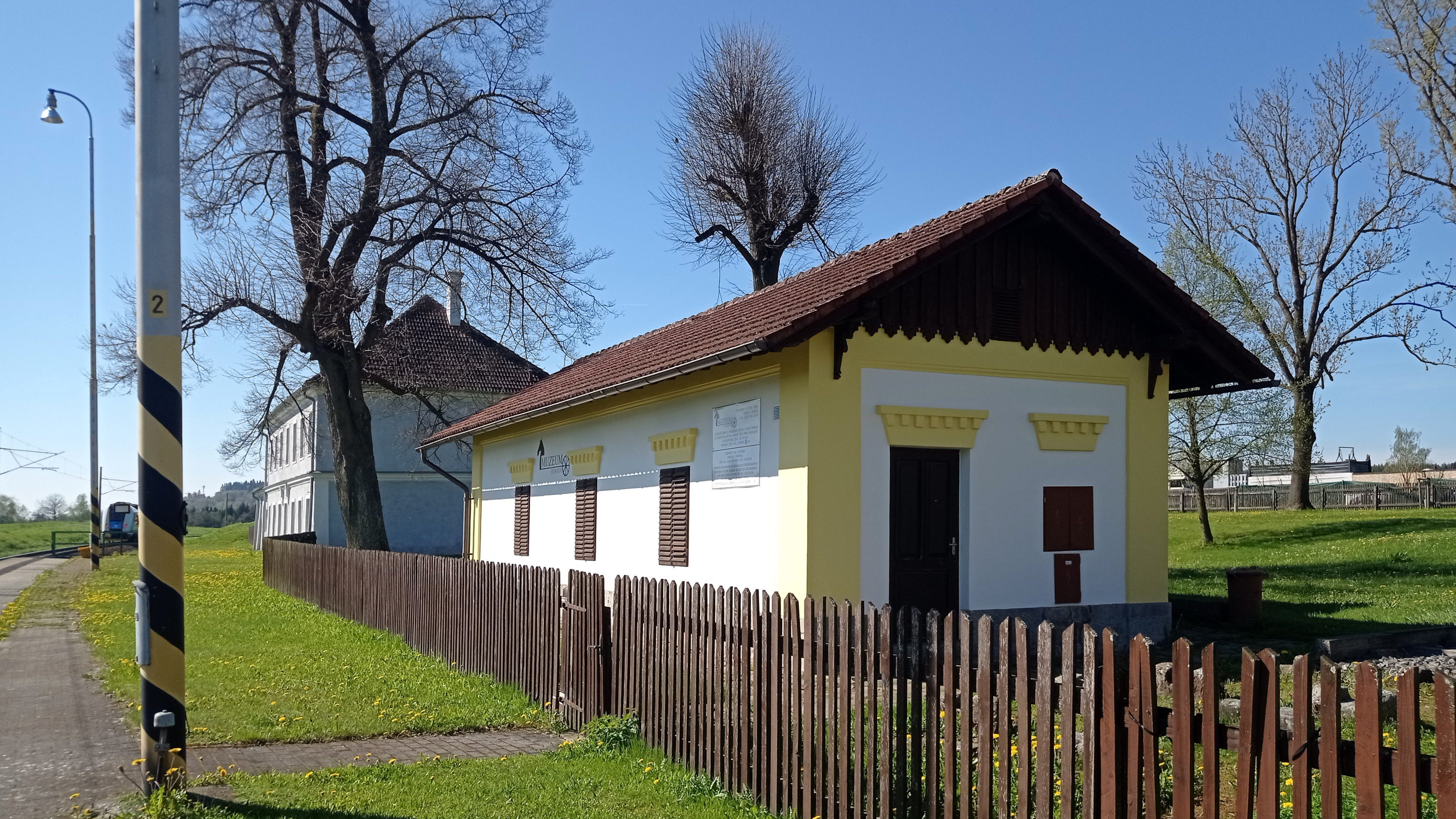
Muzeum koněspřežné dráhy